# Kushtrim Lushtaku
Kushtrim Lushtaku (Srbica, 8 ottobre 1989) è un calciatore kosovaro, centrocampista o attaccante del Türkgücü Eibensbach.

## Biografia
Nato a Srbica (odierna Skënderaj), nell'allora provincia autonoma jugoslava del Kosovo, crebbe in Germania. Possiede anche il passaporto albanese.

## Carriera

### Nazionale
Il 7 settembre 2014 esordisce con la maglia della nazionale kosovara nella partita amichevole contro l'Oman, terminata con una vittoria per 1-0.

## Statistiche

### Presenze e reti nei club
Statistiche aggiornate al 18 maggio 2016.
| Stagione              | Squadra               | Campionato            | Campionato | Campionato | Coppe nazionali | Coppe nazionali | Coppe nazionali | Coppe continentali | Coppe continentali | Coppe continentali | Altre coppe | Altre coppe | Altre coppe | Totale | Totale |
| Stagione              | Squadra               | Comp                  | Pres       | Reti       | Comp            | Pres            | Reti            | Comp               | Pres               | Reti               | Comp        | Pres        | Reti        | Pres   | Reti   |
| --------------------- | --------------------- | --------------------- | ---------- | ---------- | --------------- | --------------- | --------------- | ------------------ | ------------------ | ------------------ | ----------- | ----------- | ----------- | ------ | ------ |
| 2008-2009             | Drenica               | SL                    | 0          | 0          | CK              | 0               | 0               | -                  | -                  | -                  | -           | -           | -           | 0      | 0      |
| 2009-2010             | Monaco 1860 II        | RLS                   | 23         | 0          | -               | -               | -               | -                  | -                  | -                  | -           | -           | -           | 23     | 0      |
| 2010-2011             | Monaco 1860 II        | RLS                   | 4          | 1          | -               | -               | -               | -                  | -                  | -                  | -           | -           | -           | 4      | 1      |
| Totale Monaco 1860 II | Totale Monaco 1860 II | Totale Monaco 1860 II | 27         | 1          |                 | -               | -               |                    | -                  | -                  |             | -           | -           | 27     | 1      |
| 2011                  | Örebro                | A                     | 24         | 3          | CS              | 2               | 0               | -                  | -                  | -                  | -           | -           | -           | 26     | 3      |
| 2012                  | Örebro                | A                     | 9          | 1          | CS              | 0               | 0               | UEL                | 1                  | 0                  | -           | -           | -           | 10     | 1      |
| Totale Örebro         | Totale Örebro         | Totale Örebro         | 33         | 4          |                 | 2               | 0               |                    | 1                  | 0                  |             | -           | -           | 36     | 4      |
| 2012-2013             | Drenica               | SL                    | 0          | 0          | CK              | 0               | 0               | -                  | -                  | -                  | -           | -           | -           | 0      | 0      |
| Totale Drenica        | Totale Drenica        | Totale Drenica        | 0          | 0          |                 | 0               | 0               |                    | -                  | -                  |             | -           | -           | 0      | 0      |
| 2013-gen. 2014        | Fortuna Colonia       | RLW                   | 6          | 0          | CG              | 1               | 0               | -                  | -                  | -                  | -           | -           | -           | 7      | 0      |
| gen.-giu. 2014        | Eintracht Treviri     | RLS                   | 9          | 0          | CG              | -               | -               | -                  | -                  | -                  | -           | -           | -           | 9      | 0      |
| 2014-2015             | Kukësi                | KS                    | 29         | 5          | CA              | 7               | 2               | UEL                | 2                  | 0                  | -           | -           | -           | 38     | 7      |
| 2015-2016             | Flamurtari Valona     | KS                    | 21         | 2          | CA              | 7               | 1               | -                  | -                  | -                  | -           | -           | -           | 28     | 3      |
| 2016-2017             | Kukësi                | KS                    | 0          | 0          | CA              | 0               | 0               | UEL                | -                  | -                  | SA          | -           | -           | 0      | 0      |
| Totale Kukësi         | Totale Kukësi         | Totale Kukësi         | 29         | 5          |                 | 7               | 2               |                    | 2                  | 0                  |             | -           | -           | 38     | 7      |
| Totale carriera       | Totale carriera       | Totale carriera       | 125        | 12         |                 | 17              | 3               |                    | 3                  | 0                  |             | -           | -           | 145    | 15     |